# Punkt medyczny
Punkt medyczny – w terminologi wojskowej, urządzenia tyłowe rozwijane przez pluton medyczny (drużynę sanitarną) jednostki wojskowej (batalionu, dywizjonu itp.) w celu udzielenia pierwszej pomocy medycznej rannym i porażonym oraz przygotowania ich do dalszej ewakuacji.